# Cambridge-i rendelet
Az 1388-as cambridge-i rendelet  angol jogszabály volt, amely korlátozta a munkások és koldusok szabad mozgását. Megtiltották minden munkásnak, hogy elhagyja azt a települést, várost vagy kerületet, ahol élt, anélkül, hogy a békebírák felhatalmazása mellett olyan bizonyságtételt tenne, amely elfogadható okot mutatott volna annak engedélyezésére. Bármelyik munkást, akit ilyen engedély nélkül elvándorolt, őrizetbe kellett helyezni, amíg nem adott garanciát arra, hogy visszatér abba a városba, ahonnan jött. 
Gyakran tekintik az első angol szegénytörvénynek, mivel számos korlátozása között minden helyi települést felelőssé tett a „tehetetlen szegényeinek”, akik életkoruk vagy fogyatékosságuk miatt munkaképtelenek voltak, nem megfelelő gondozásáért.  A végrehajtáshoz szükséges érdektelenség korlátozta a rendelkezés hatását.

## Fordítás
Ez a szócikk részben vagy egészben  a   Statute of Cambridge 1388 című angol Wikipédia-szócikk ezen változatának fordításán alapul.  Az eredeti cikk szerkesztőit annak laptörténete sorolja fel. Ez a jelzés csupán a megfogalmazás eredetét és a szerzői jogokat jelzi, nem szolgál a cikkben szereplő információk forrásmegjelöléseként.